# Charles-Henri Matthey
Pour les articles homonymes, voir Matthey.
Charles-Henri Matthey, né en 1880 et mort en 1956, est un architecte suisse qui occupe durant 34 ans le poste d’intendant des bâtiments de l'État (architecte cantonal) de Neuchâtel (Suisse) et joue un grand rôle dans l'histoire de la restauration monumentale dans ce canton.

## Biographie
Fils de cheminot, et donc issu d'un milieu modeste, Charles-Henri Matthey suit une brève formation de dessinateur dans le bureau de Gustave Chable, puis entre au en 1900 au service de l’État de Neuchâtel comme aide-architecte cantonal. Deux ans plus tard, le décès de son chef le propulse à la tête du l’Intendance, alors établie pour remplacer le service des bâtiments de l’État. Sa fonction consiste à entretenir les biens meubles et immeubles de l'État et à coordonner les opérations en vue de constructions neuves, qui sont désormais externalisées et confiées à des architectes privés, sélectionnés par concours. Doué d’une forte personnalité, Matthey incarne, durant plus de 30 ans, la politique de l’État en matière de constructions. Sa fin de carrière sera toutefois entachée par des irrégularités qui l’obligeront à démissionner en 1934 et à partir s’installer à Lausanne l’année suivante.
Charles-Henri Matthey s’engage fortement en faveur de la conservation du patrimoine bâti. À ses débuts, il bénéficie notamment de Louis Perrier, lui-même architecte et conseiller d’État neuchâtelois chargé des travaux publics, et d’Albert Naef, figure très en vue de la conservation patrimoniale en Suisse et membre, notamment, de la commission neuchâteloise de la Commission des monuments historiques. Durant sa longue carrière, Matthey aura l’occasion de transformer ou restaurer une cinquantaine d’édifices historiques neuchâtelois. La modernisation des casernes établies dans le château de Colombier (1905-1934), ainsi que celle de l'administration cantonale installée dans le château de Neuchâtel (1905-1934) compte au nombre de ses réalisations exemplaires. Il y démontre une volonté de tenir compte de l’analyse archéologique, d’intégrer les fouilles de terrain avec les recherches historiques, d’éviter, pour les parties modernes, le pastiche médiéval au profit d’un style « moderne » dialoguant avec les éléments anciens.
Charles-Henri Matthey est également l'auteur de quelques réalisations qui s'inscrivent dans le courant Heimatstil, à l'instar du pavillon Hirsch de l'Observatoire cantonal de Neuchâtel (1909-12) et de l'école primaire de Hauterive (1922-23).

## Galerie

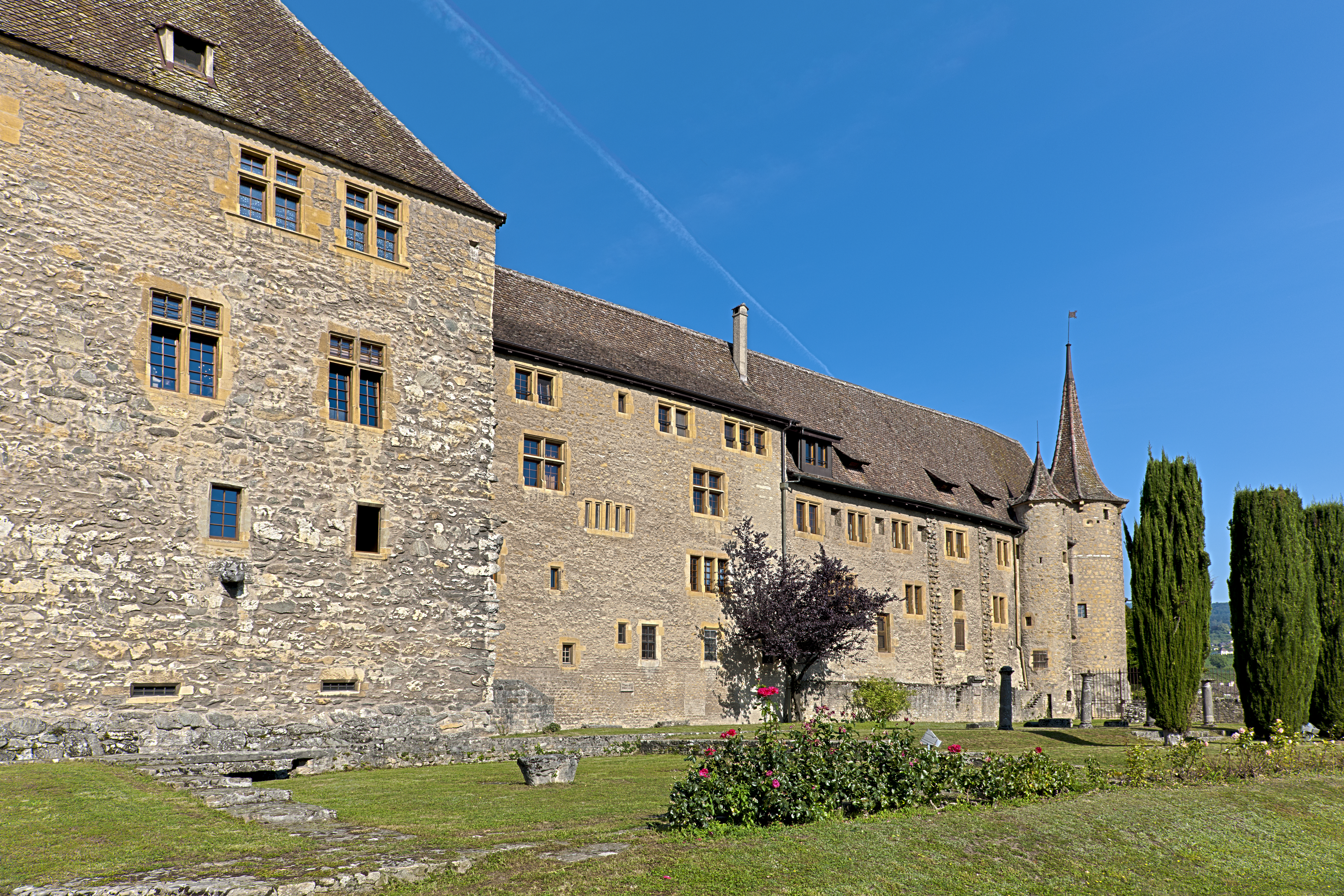
Façade sud du château de Colombier (NE).
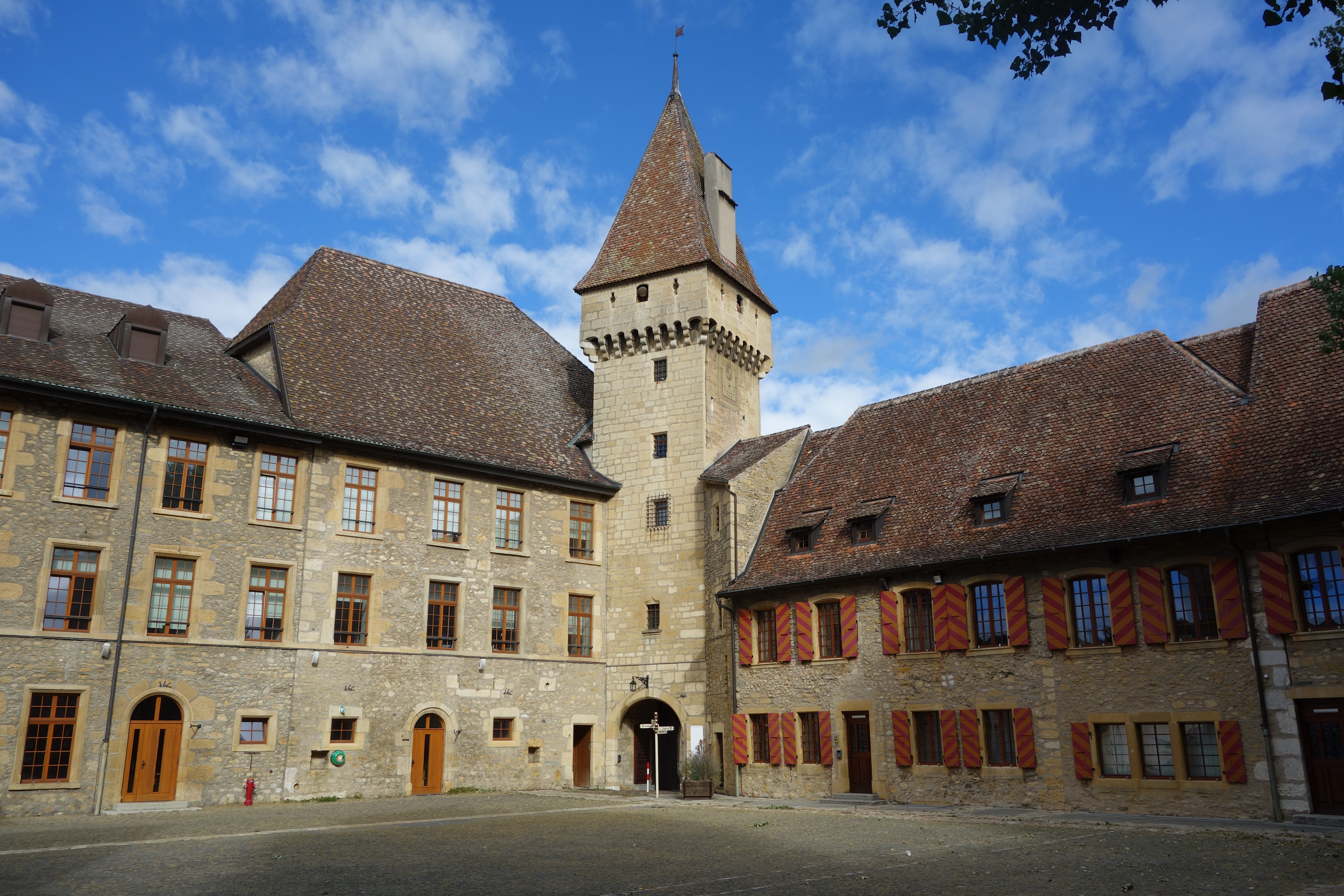
Cour intérieur du château de Colombier (NE).
Château de Colombier vu d'avion.
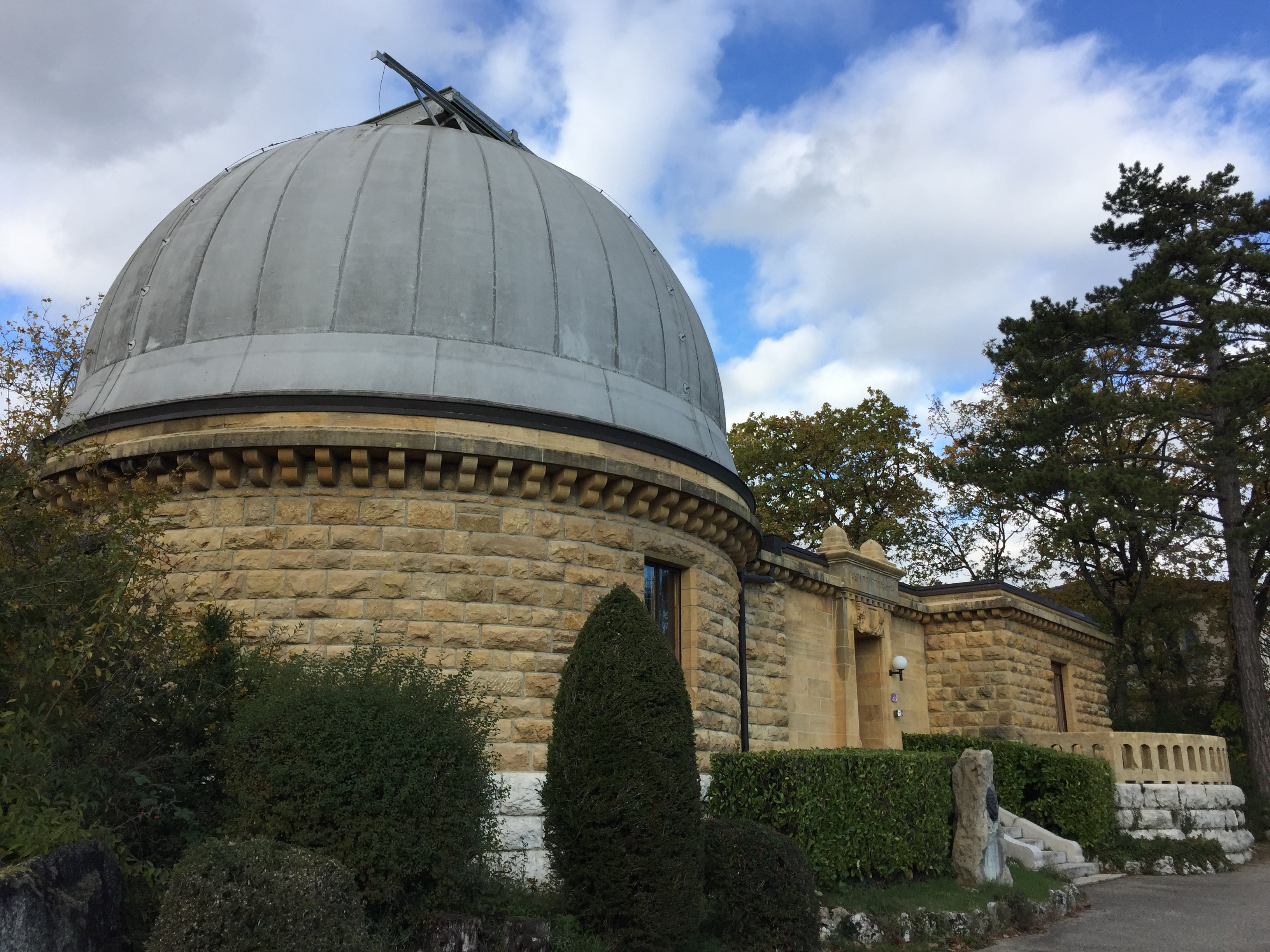
Le pavillon Hirsch de l'Observatoire cantonal de Neuchâtel.
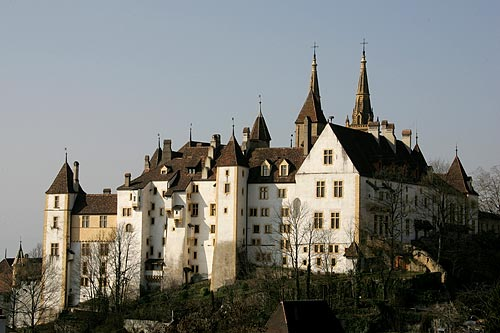
Façade est du château de Neuchâtel.
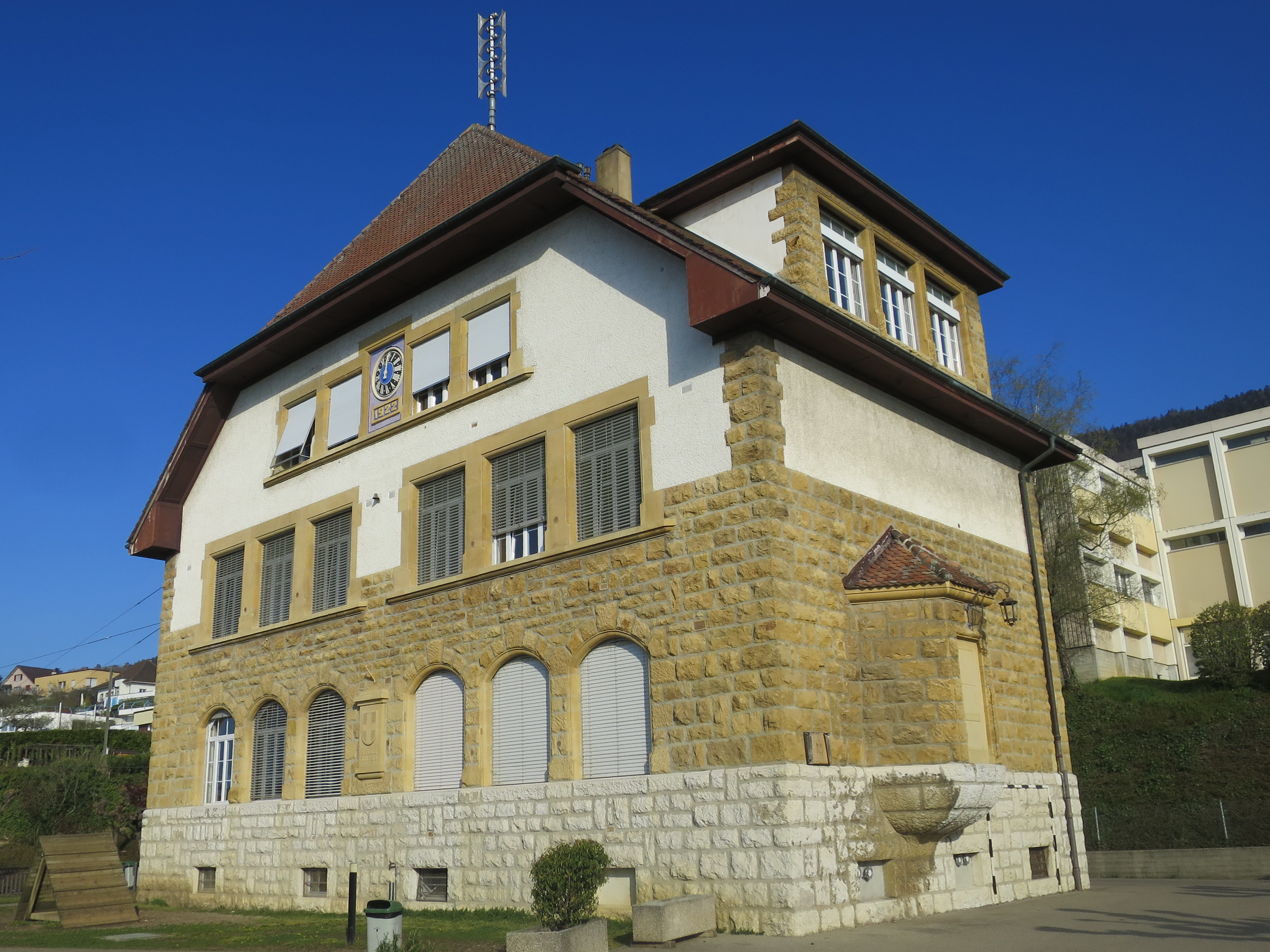
École primaire ou collège d'Hauterive.